# William Gouw Ferguson
William Gouw Ferguson (* 1632 oder 1633 in Schottland; † nach 1695 in London) war ein Maler von Stillleben, der der holländischen Schule zugerechnet wird.

## Leben
Ferguson stammte aus Schottland, bildete sich aber in Holland und auf Reisen in Frankreich und Italien zu einem Stilllebenmaler aus. Datierte Gemälde von ihm kommen bis 1695 vor. Er war zwischen 1648 und 1651 in Utrecht aktiv und arbeitete vermutlich anschließend zunächst in Amsterdam und war in den Jahren 1660 bis 1668 war er in Den Haag tätig, wo er ein Haus mietete. Teil des Mietvertrags war das Versprechen, in jedem Jahr ein Bild für den Eigentümer des Hauses zu malen. Von dort aus ging er für einige Jahre zurück nach England ging. Im Jahr 1681 wohnte er in die Batavierstrasse in Amsterdam. Im Alter von 48 Jahren verlobte (oder verheiratete) er sich am 26. oder 28. Juni 1681 mit Sara van Someren aus Stockholm.
Ferguson malte neben Jagdstillleben auch Bilder mit Ruinen oder Skulpturen im italienischen Stil mit starken Licht- und Schatteneffekten. Eines dieser Bilder kam an die National Gallery of Scotland. Seine Werke ähneln denen von Jan Baptist Weenix oder Willem van Aelst.
Von seinem Aufenthalt in Italien zeugen Landschaftsdarstellungen mit antiken Ruinen, die nach Sankt Petersburg (datiert 1680) und Edinburgh gelangten. Häufig fertigte er Stillleben mit Darstellungen von toten Vögeln, die er oftmals mit Jagdtasche und Gewehr als Jagdbeute arrangierte. Seine Werke weisen ein frischeres, glänzenderes Kolorit auf, als beispielsweise jene des van Aelst. Ein frühes datiertes Bild ist ein Blumenstück aus dem Jahr 1659, das in das Museum Fléhité nach Amersfoort gelangte. Einige seiner Werke kamen an Museen in Amsterdam, Berlin, Danzig, Düsseldorf, Edinburgh, Emden, Glasgow, Hamburg (Galerie Weber), Kopenhagen (Moltke), Prag, Schwerin und Würzburg oder in die Sammlungen Speck von Sternburg in Lützschena und der Galerie Alfred Thieme in Leipzig.

## Werke (Auswahl)
In seinen Jagdstillleben sind zumeist ein oder mehrere Vögel an den Füßen oberhalb einer Tischplatte aufgehängt. Auf dem (teilweise mit einem Tuch bedeckten) Tisch liegen kleinere Vögel und manchmal Jagdgerätschaften (Jagdhorn, Tasche).
- 1659: Blumenstillleben
- 1662: Stillleben mit Vögeln, Rijksmuseum Amsterdam
- 1685: Taube und Elster, Aberdeen Art Gallery
- Wildvögel und Jagdgeräte auf einem Steinsims
- Schmetterlinge an einem Rosenzweig

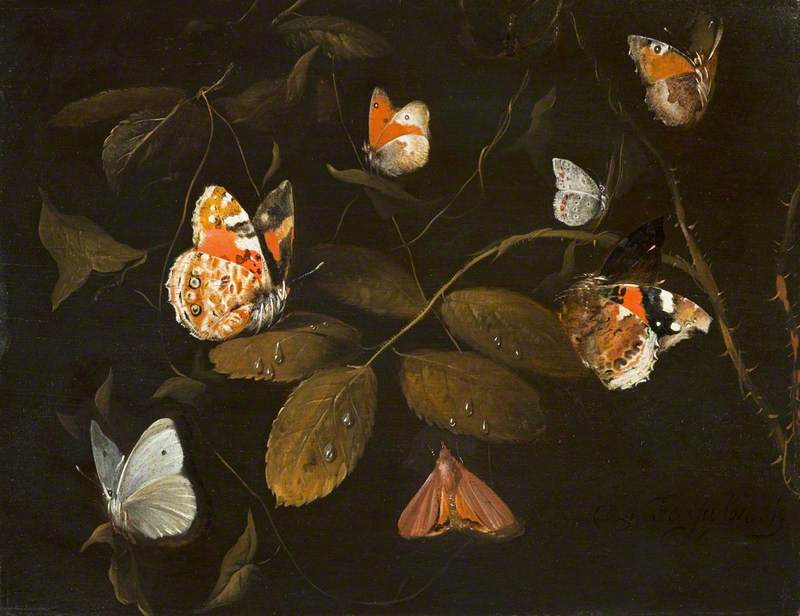
Schmetterlinge

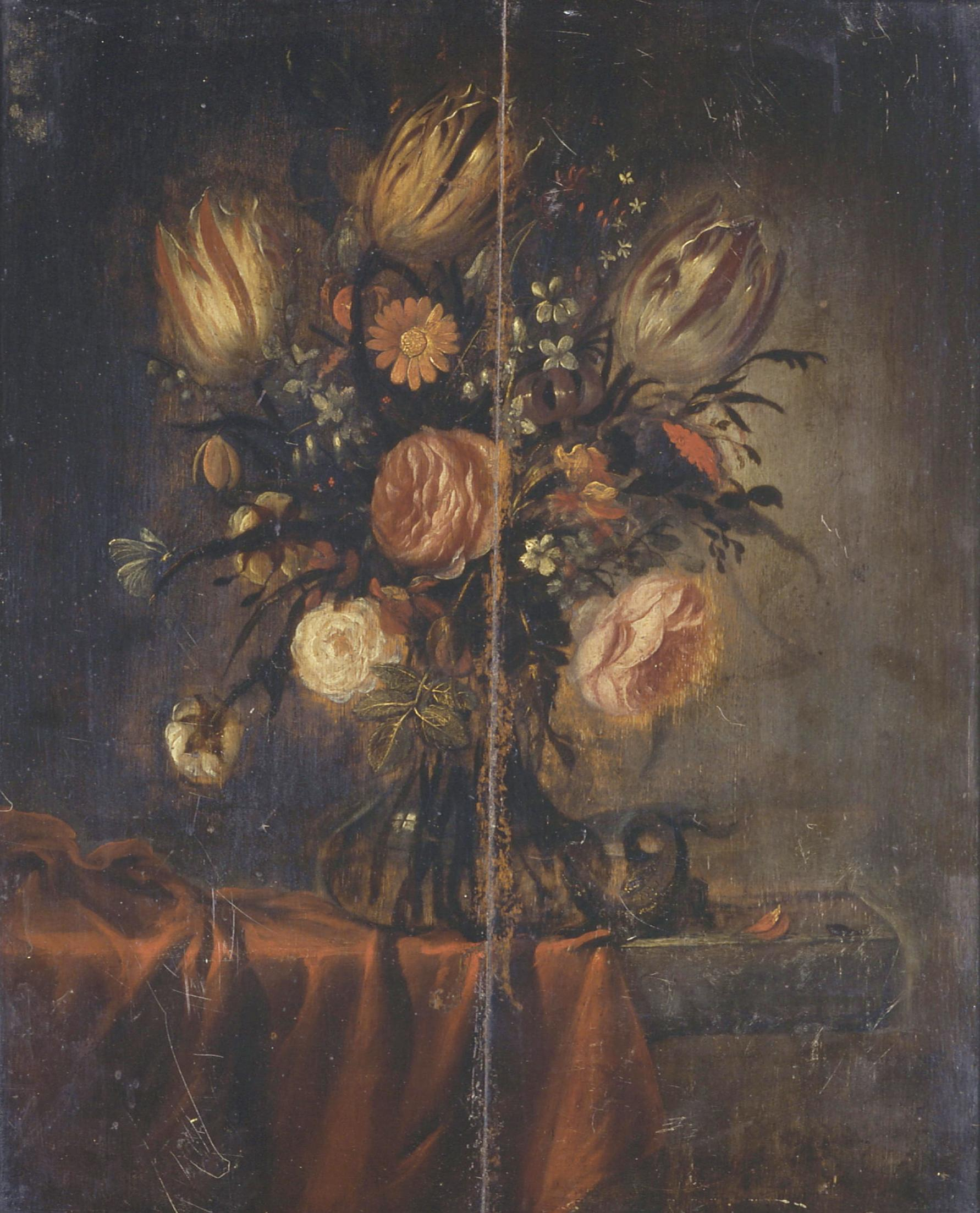
Blumenstilleben
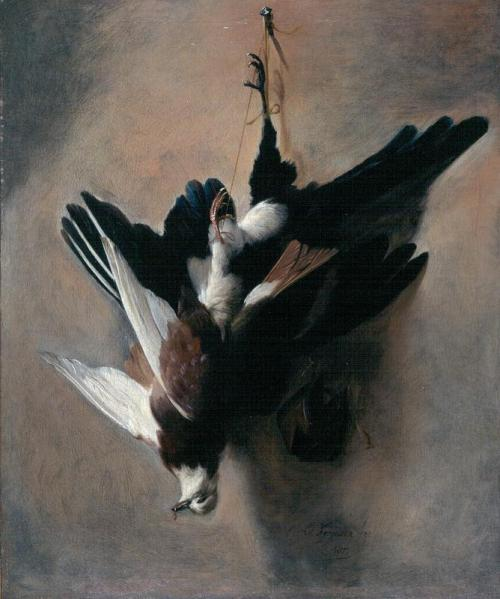
Taube und Elster
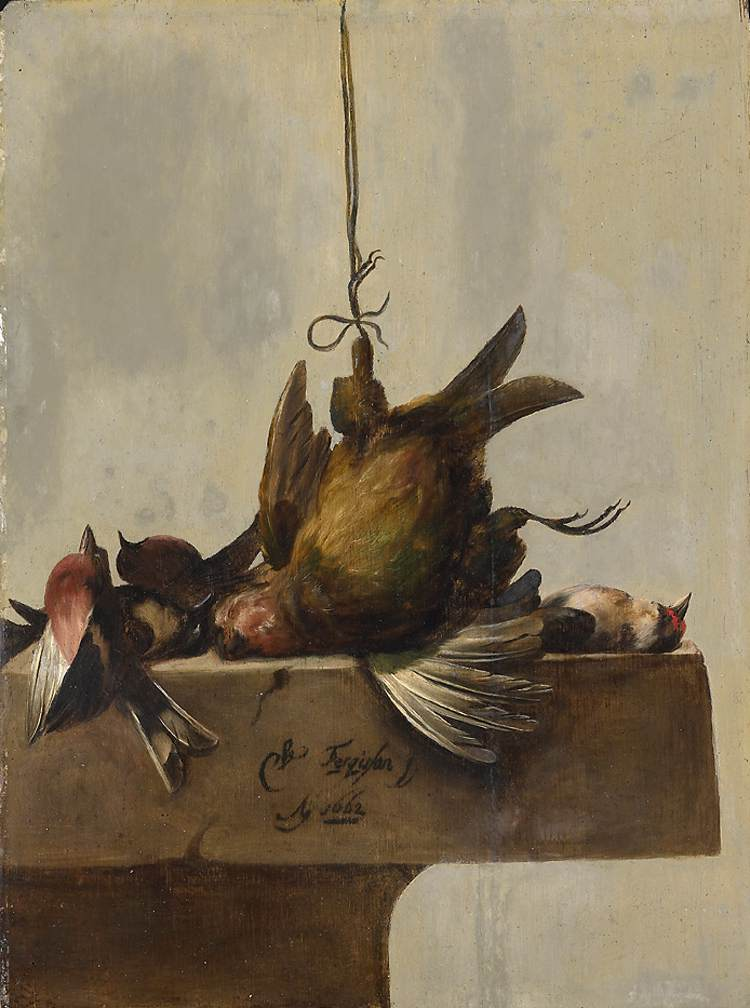
Stillleben mit Vögeln
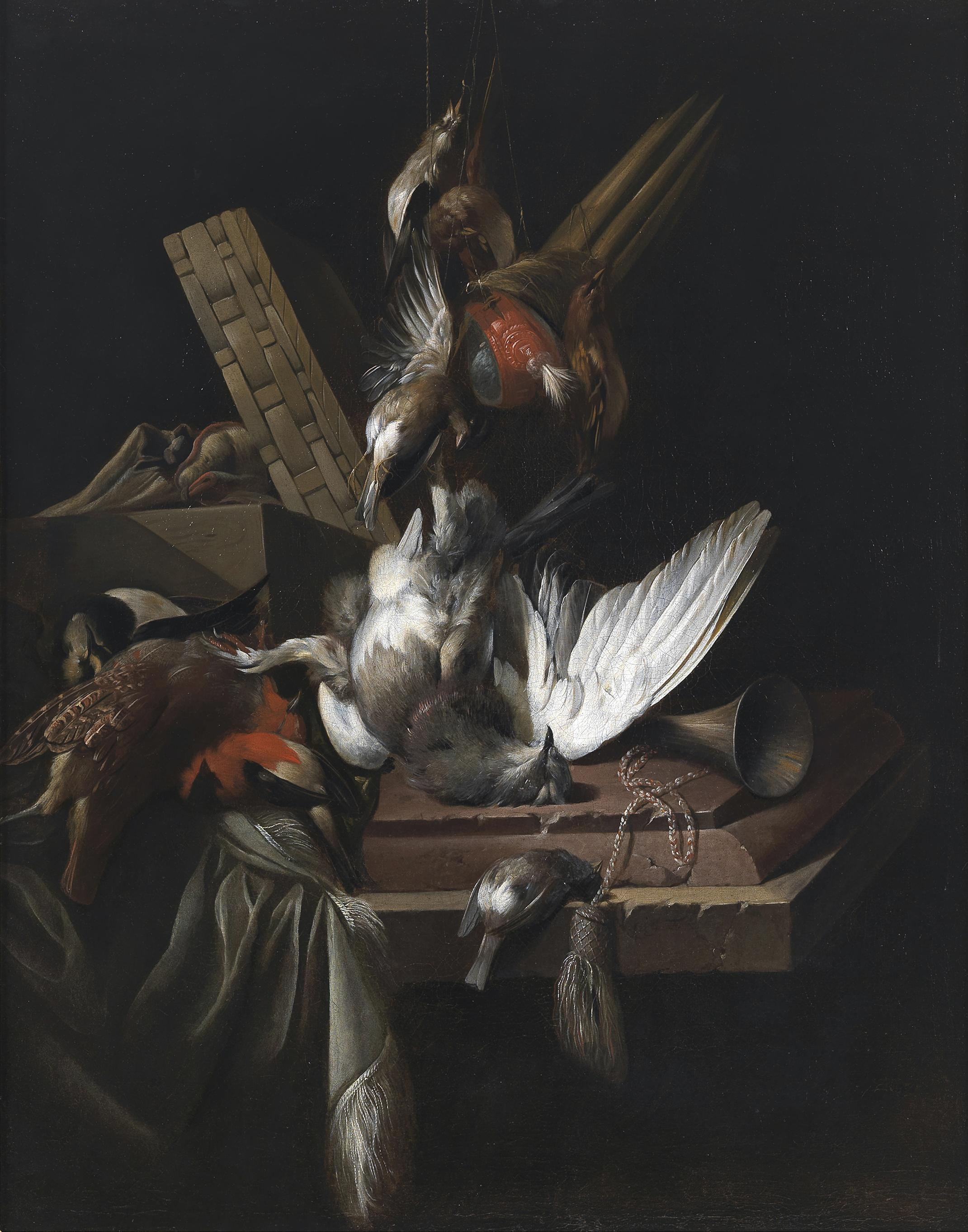
Wildvögel und Jagdgeräte